# Elisabeth Gruyters

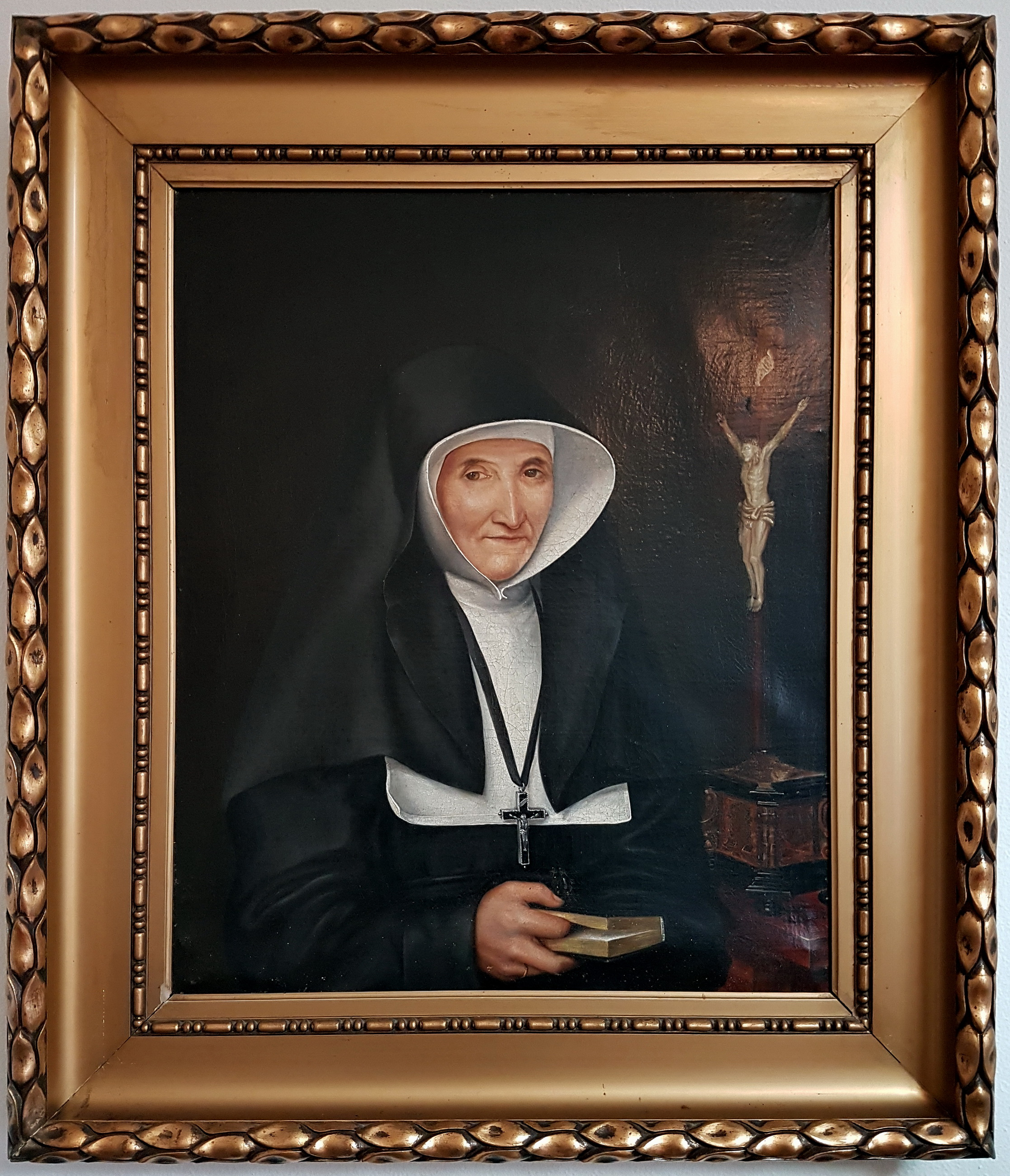
Portret van Elisabeth Gruyters in de museumzaal van het Klooster van de Zusters Onder de Bogen in Maastricht

Elisabeth Gruyters (Leut, 1 november 1789 – Maastricht, 26 juni 1864) was een Zuid-Nederlandse religieuze en kloosterstichtster. Gruyters stichtte in 1837 in Maastricht het Klooster van de Zusters Onder de Bogen, dat later uitgroeide tot het moederhuis van een kloostercongregatie, de Liefdezusters van de Heilige Carolus Borromeus; anno 2018 wereldwijd met circa 700 leden. Haar enige nagelaten geschrift kan volgens sommigen gezien worden als een mystiek werk.

## Levensloop

### Jeugd
Maria Elisabeth Gruyters werd in 1789 geboren in het dorp Leut aan de Maas, destijds gelegen in het Prinsbisdom Luik, tegenwoordig in Belgisch-Limburg. Haar vader, Nicolaas Gruyters, was rentmeester van het kasteel van Leut. Haar moeder, Maria Borde, was huisvrouw. Het relatief welgestelde gezin bewoonde de rentmeesterswoning op het kasteelterrein. Elisabeth was het vierde van acht kinderen en de oudste dochter. Over haar jeugd is weinig bekend, alleen dat ze enige scholing ontving, waardoor ze leerde lezen en schrijven. Haar ouders waren vroom katholiek, haar vader was tot aan zijn dood kerkmeester. De godsdienstuitoefening zal in die tijd niet zonder problemen zijn geweest, aangezien Leut van 1794-1814 bij Frankrijk behoorde, dat zeker gedurende de eerste jaren een antikerkelijke politiek voerde. Het kasteel van Leut functioneerde in de Franse tijd als een toevluchtsoord voor priesters, die de eed van haat weigerden af te leggen. Enkele vluchtgangen dateren uit die tijd. Na de dood van Nicolaas Gruyters in 1815, verhuisde het gezin naar een kleinere woning in het dorp.

### Roeping
In 1820 – Elisabeth was toen 31 jaar oud – verliet ze het ouderlijk huis om, naar eigen zeggen, gehoor te geven aan haar roeping om een religieus leven te leiden. Ze verhuisde naar Maastricht, hoewel er in die stad begin 19e eeuw geen kloosters waren. Alle bestaande kloosters waren in 1796 door de Fransen opgeheven en het beleid van koning Willem I der Nederlanden was er op gericht om kloosterstichtingen zoveel mogelijk tegen te gaan.

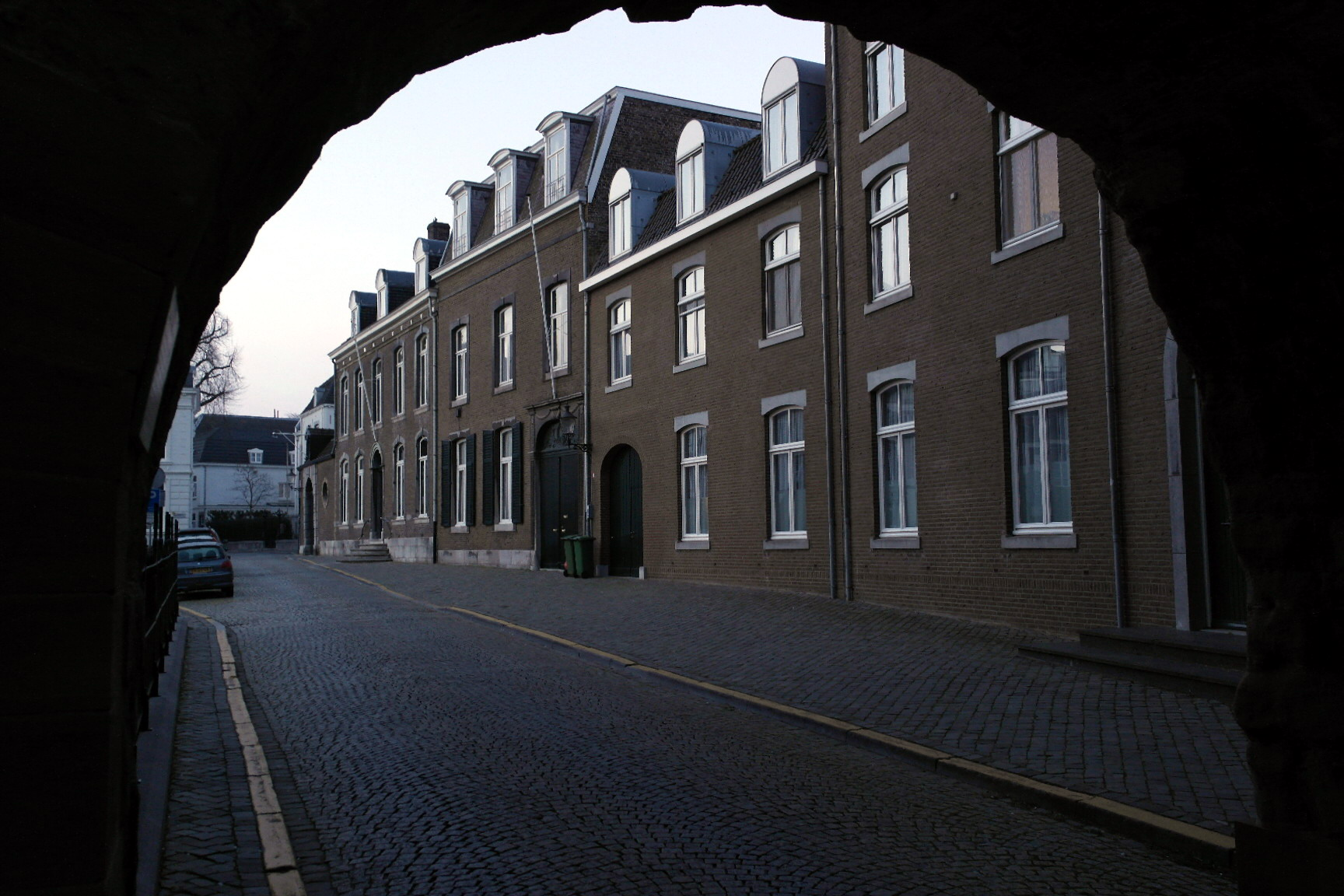
"Onder de Bogen", met rechts een deel van het Klooster van de Zusters Onder de Bogen; links daarvan het huis van de familie Nijpels

Gruyters trad als huishoudster en ziekenverzorgster in dienst van gegoede families, achtereenvolgens de familie Cruts, de rentenierster Josephine de Crassier, notaris Van Hees, barones Roos de Waldeck en de familie Nijpels. Laatstgenoemde familie bewoonde een groot huis aan wat tegenwoordig het Henric van Veldekeplein heet, min of meer tegenover de Sint-Servaaskerk en vlak bij het latere moederhuis. Elisabeth verzorgde hier zeven jaar lang de verlamde vrouw des huizes, die zij op haar sterfbed wist te overreden het sacrament der stervenden te ontvangen. Bij de heer des huizes, die zich geregeld te buiten ging aan uitspattingen in Parijs, had zij minder succes. In haar vrije tijd bezocht ze vanaf circa 1825 de zieken in het nabije gesticht Calvariënberg, waar ze met hen de rozenkrans bad.
Haar geloofsleven werd steeds intenser, met welhaast mystieke piekervaringen, waarbij zij zich zeer sterk met het lijden van Christus identificeerde. Gaandeweg groeide het verlangen om haar leven volledig aan God te wijden. Naar eigen zeggen had ze vanaf 1820 tot 1836 "geduerig dag en nacht in den geest voor den troon Gods staan te smekelen". Haar vurige wens was "dat toch alhier in deze Stadt Maastricht een Klooster zoude gesticht worden, waarin God opregt zoude gedient worden". Op 15 Augustus 1836, de feestdag van Maria Tenhemelopneming, werd haar wens verhoord. In gebed verzonken voor het beeld van de Sterre der Zee in de Sint-Nicolaaskerk, "hoorde ik dit gebenedijde Jawoord uit den Hemel... en dit Jawoordt was dit... en niet anders als dit... het zal wel gelukken".

### Kloosterstichting

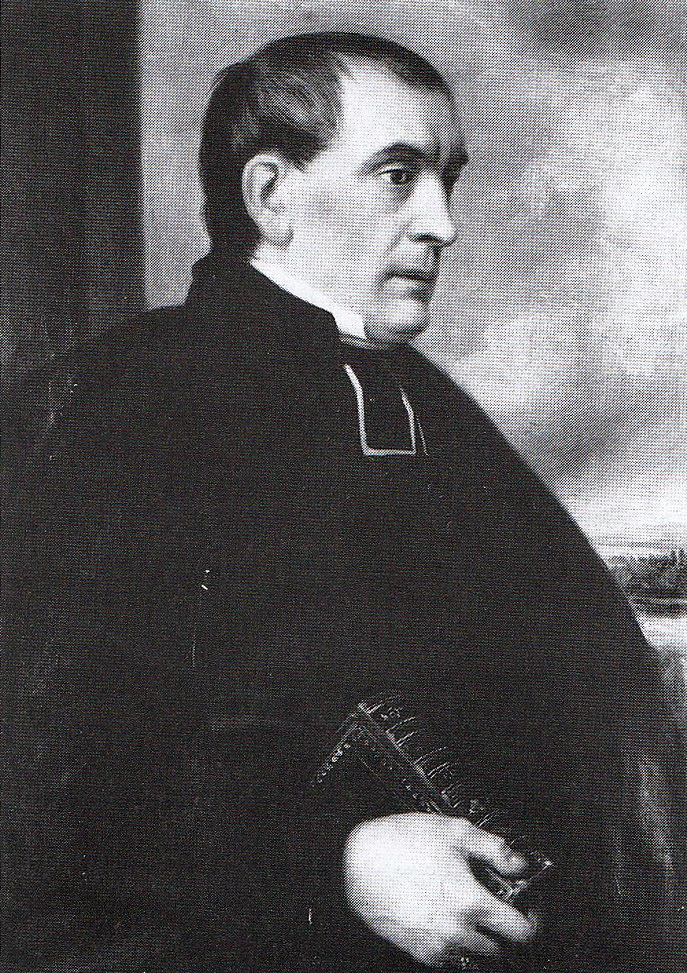
P.A. van Baer

Na deze ervaring was Elisabeth ervan overtuigd dat God haar wilde gebruiken om een kloostergemeenschap voor vrouwen te stichten. Ze deelde haar roeping met haar biechtvader, de kapelaan van de Sint-Matthiaskerk. In december had ze een ontmoeting met Paulus Antonius van Baer (1788-1855), kort daarvoor benoemd als pastoor van de Sint-Servaaskerk (later deken van Maastricht). Beide geestelijken geloofden dat haar roeping oprecht was en steunden haar in haar streven. Elisabeth had inmiddels een jongere metgezellin gevonden, die haar roeping deelde. Op initiatief van Van Baer kwamen twee zusters van de Zusters van de Choorstraat in Den Bosch naar Maastricht. Op 12 februari 1837 vestigden deze vier zusters zich als communauteit in een door Van Baer gehuurd huis in de Lenculenstraat. De protestantse burgemeester Nierstrasz liet de zusters door de politie in de gaten houden. Maastricht verkeerde in 1837 nog in staat van beleg en alles wat katholiek was, was potentieel pro-Belgisch. De militaire bevelhebber Dibbets had echter geen bezwaar, mits er koninklijke goedkeuring werd verleend.
Omwille van het verkrijgen van koninklijke goedkeuring werd de kloosterstichting aanvankelijk voorgesteld als een religieuze vereniging met als doelstelling "liefdewerk" (het onderwijzen van arme kinderen en verplegen van zieken). Bij Koninklijk Besluit van 28 november 1838 werden de statuten van deze "Vereniging van Ziekenzusters" goedgekeurd. Aanvankelijk stond het Rijk overeenkomstig de toen geldende Code Napoléon niet meer dan 25 leden toe, die minimaal twintig jaar oud moesten zijn en onopvallende kleding moesten dragen. Het verkrijgen van onroerend goed was niet toegestaan. De eerste jaren moesten de zusters hun "liefdewerk" beperken tot het geven van gratis catechismuslessen aan meisjes; het verplegen van zieken kwam pas later.

### Moeder-overste
Gruyters werd van 1837 tot 1864 telkens voor drie jaar gekozen als moeder-overste. Ze wordt om die reden ook nu nog aangeduid als "Moeder Elisabeth". In die tijd groeide de kleine communauteit uit tot een congregatie met meerdere vestigingen. Van 1837 tot 1850 traden 42 zusters in het klooster in, waarvan er 35 geprofest werden. Na enige omzwervingen vestigden de zusters zich in 1845 in de voormalige proosdij van Sint-Servaas aan het Sint Servaasklooster, vanwaar de congregatie zich gestaag kon uitbreiden.
De doelstellingen van de congregatie waren van meet af aan: ziekenverpleging, zorg voor wezen en armenonderwijs. In het gesticht Calvariënberg vonden de zusters aanvankelijk tegenwerking van de ziekenoppassers, die zich in hun broodwinning bedreigd voelden. De ziekenoppassers kregen steun van de protestantse regent Van Vlooten, die van mening was dat alleen al het zien van de religieuze kleding voldoende was om de zieken nog zieker te maken. Het duurde tot 1843 voordat Gruyters en haar metgezellinnen in het ziekenhuis aan de slag konden.
Bij haar dood in 1864 bestond de congregatie uit het moederhuis "Onder de Bogen", de succursalen in het gesticht Calvariënberg en het Rooms-Katholiek Weeshuis, en een nevenvestiging in Sittard. Elisabeth Gruyters ligt, samen met medestichter Van Baer en 224 kloosterzusters, begraven bij de Sint-Petrus-en-Pauluskerk in Wolder.

## Nalatenschap

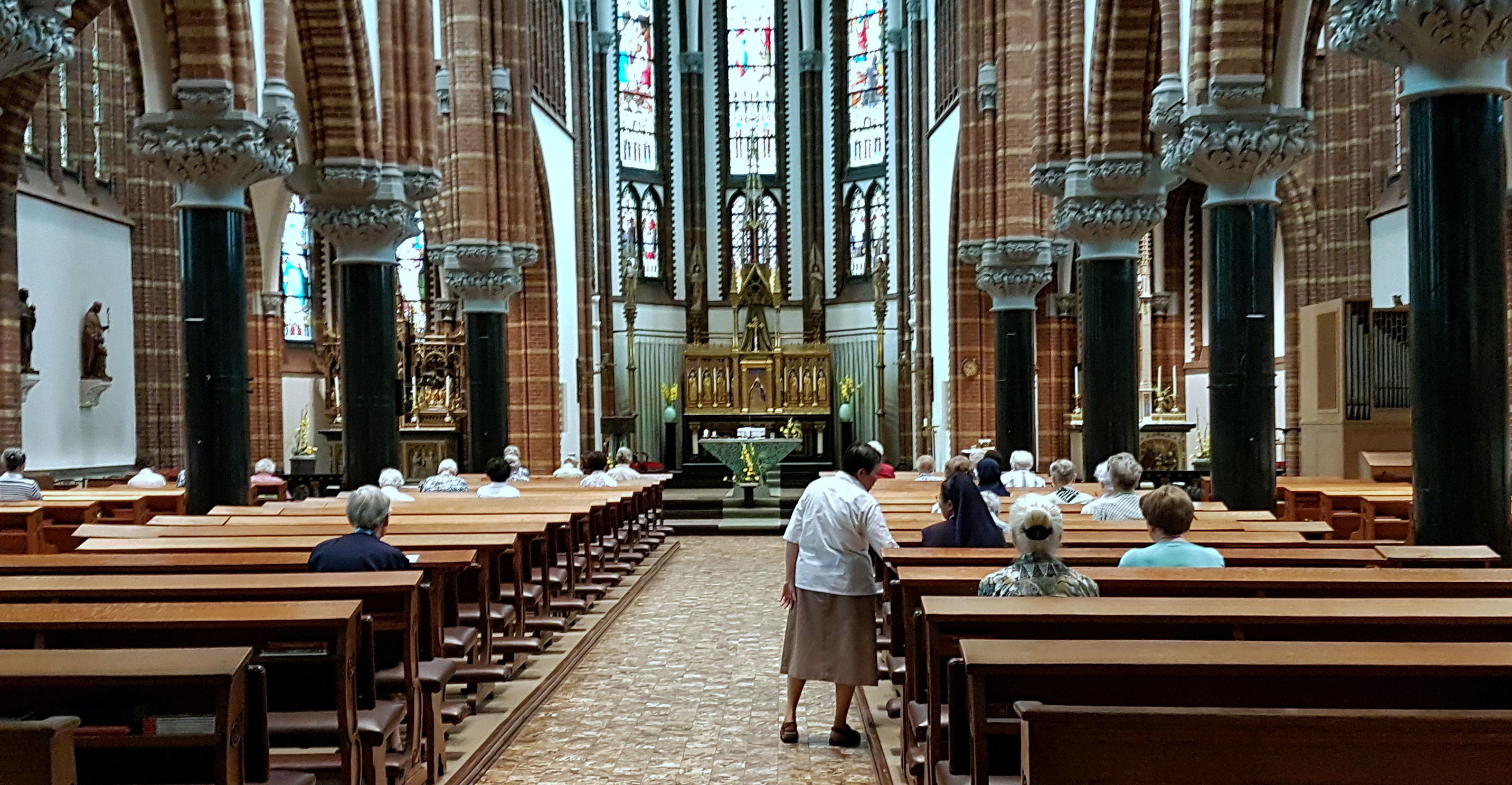
"Zusters Onder de Bogen", de kloosterkapel in Maastricht

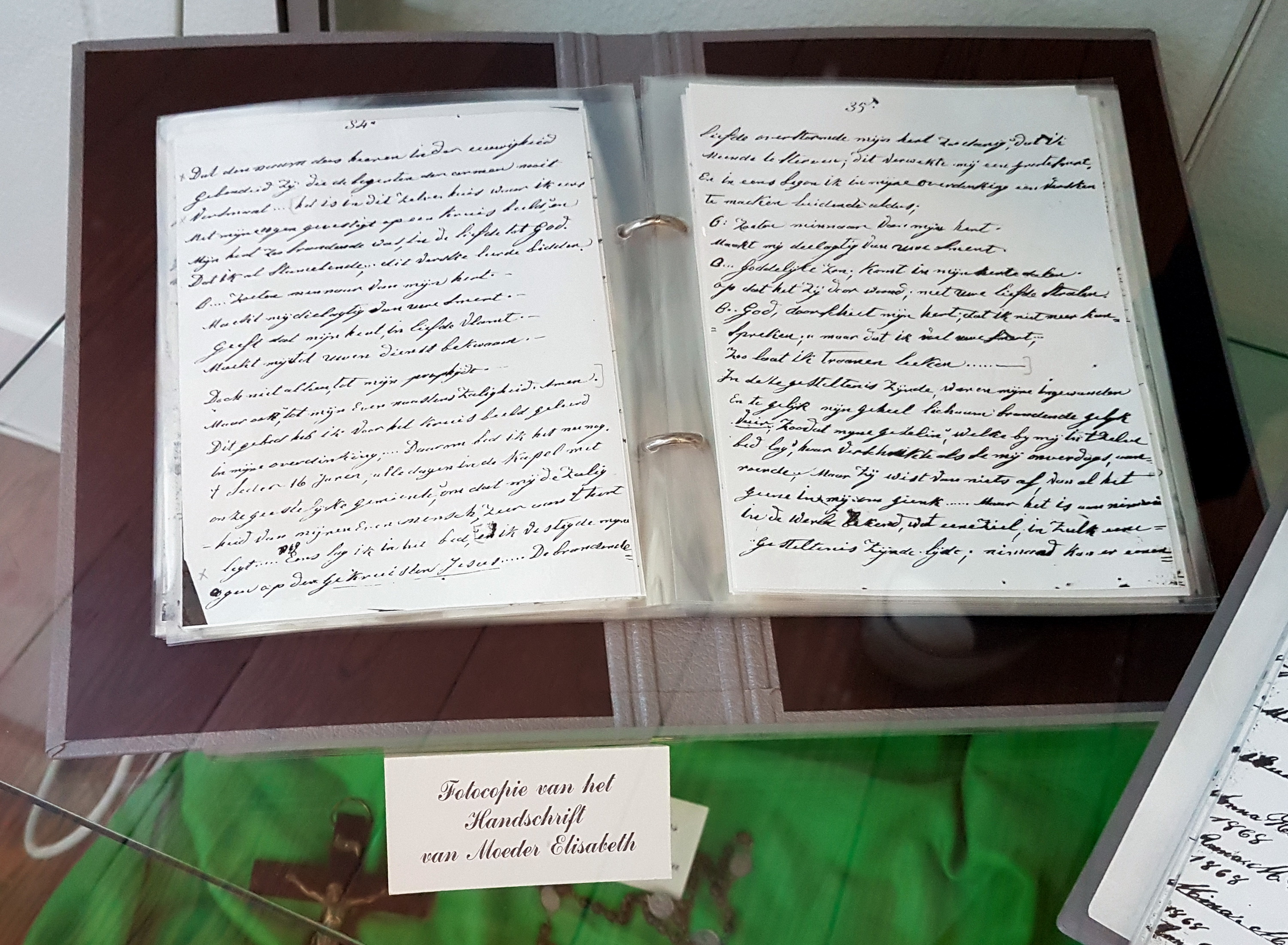
Kopie handschrift

Het belangrijkste dat Elisabeth Gruyters heeft nagelaten, is de door haar gestichte congregatie van de Liefdezusters van de Heilige Carolus Borromeus ("Zusters Onder de Bogen"). Deze congregatie, die op haar hoogtepunt ruim 1800 leden telde, speelde tot circa 1970 een grote rol in de gezondheidszorg in Nederland, met vele honderden zusters werkzaam in katholieke ziekenhuizen, sanatoria, kindertehuizen en kraamzorgklinieken, verspreid over heel Nederland.Tegenwoordig zijn de circa 700 leden van de congregatie in een twaalftal landen wereldwijd werkzaam, met een nadruk op Zuidoost-Azië.
De notities die Gruyters tijdens de laatste jaren van haar leven optekende in een schoolschrift, bevatten belangrijke gegevens over het ontstaan van de congregatie. Tegelijkertijd is het geschrift het verhaal van haar eigen roeping en geestelijke groei. De aantekeningen zijn in verband met het 150-jarig bestaan van de congregatie in 1987 opnieuw in druk verschenen: 'Elisabeth Gruyters, Stichteres van een kongregatie'. Vanuit de behoefte aan een eigentijdse benadering van de oorspronkelijke tekst werd aan het Titus Brandsma Instituut van de Katholieke Universiteit Nijmegen gevraagd het handschrift in studie te nemen. Uit de studie De mystiek van Elisabeth Gruyters: daar stond ik te zien op straat, gans verbaast blijkt dat Gruyters gezien kan worden als mystica.
In het moederhuis in het Klooster van de Zusters Onder de Bogen in Maastricht is een klein museum ingericht in de kamer waar Elisabeth Gruyters de laatste jaren van haar leven werkte en waar ze stierf. Behalve enkele meubelstukken worden er memorabilia van haar leven en van de congregatie getoond. Ook bevindt zich hier een geschilderd en een gebeeldhouwd portret van haar.
In haar geboorteplaats Leut is een laan bij het kasteel omgedoopt tot Elisabeth Gruytersdreef. In de Maastrichtse wijk Belfort, vlak bij het voormalige Sint-Annadalziekenhuis, is een straat naar haar genoemd, de Elisabeth Gruytersstraat. Aan het Sint Servaasklooster in diezelfde stad is het generalaat van de congregatie in het Elisabeth Gruytershuis gevestigd. In Den Haag was van 1943-1974 de huishoudschool Elisabeth Gruyters of Elisabethschool naar haar vernoemd.
Voor zover bekend zijn er nooit stappen ondernomen om tot een officiële zalig- of heiligverklaring te komen.

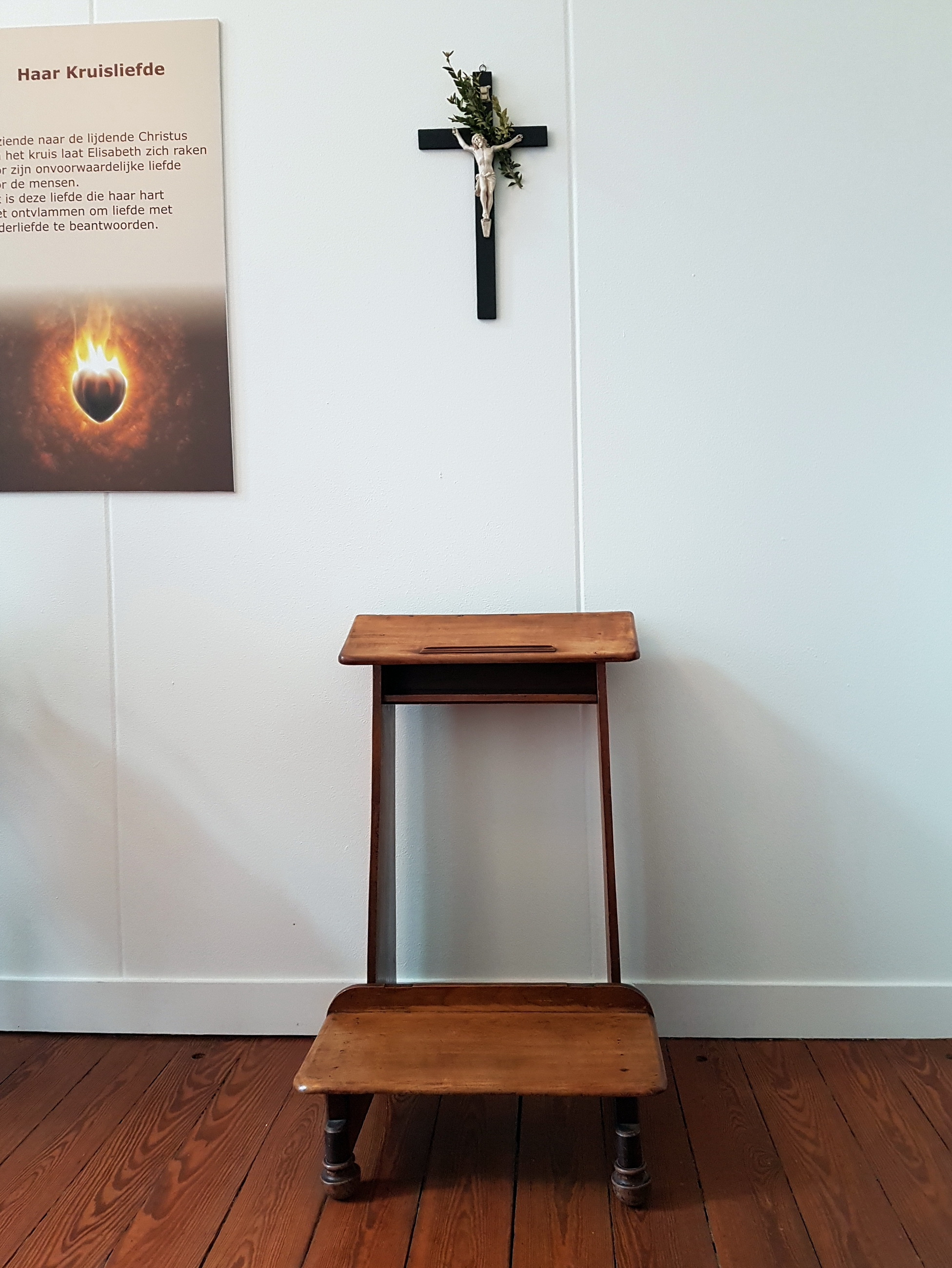
Bidstoel en crucifix
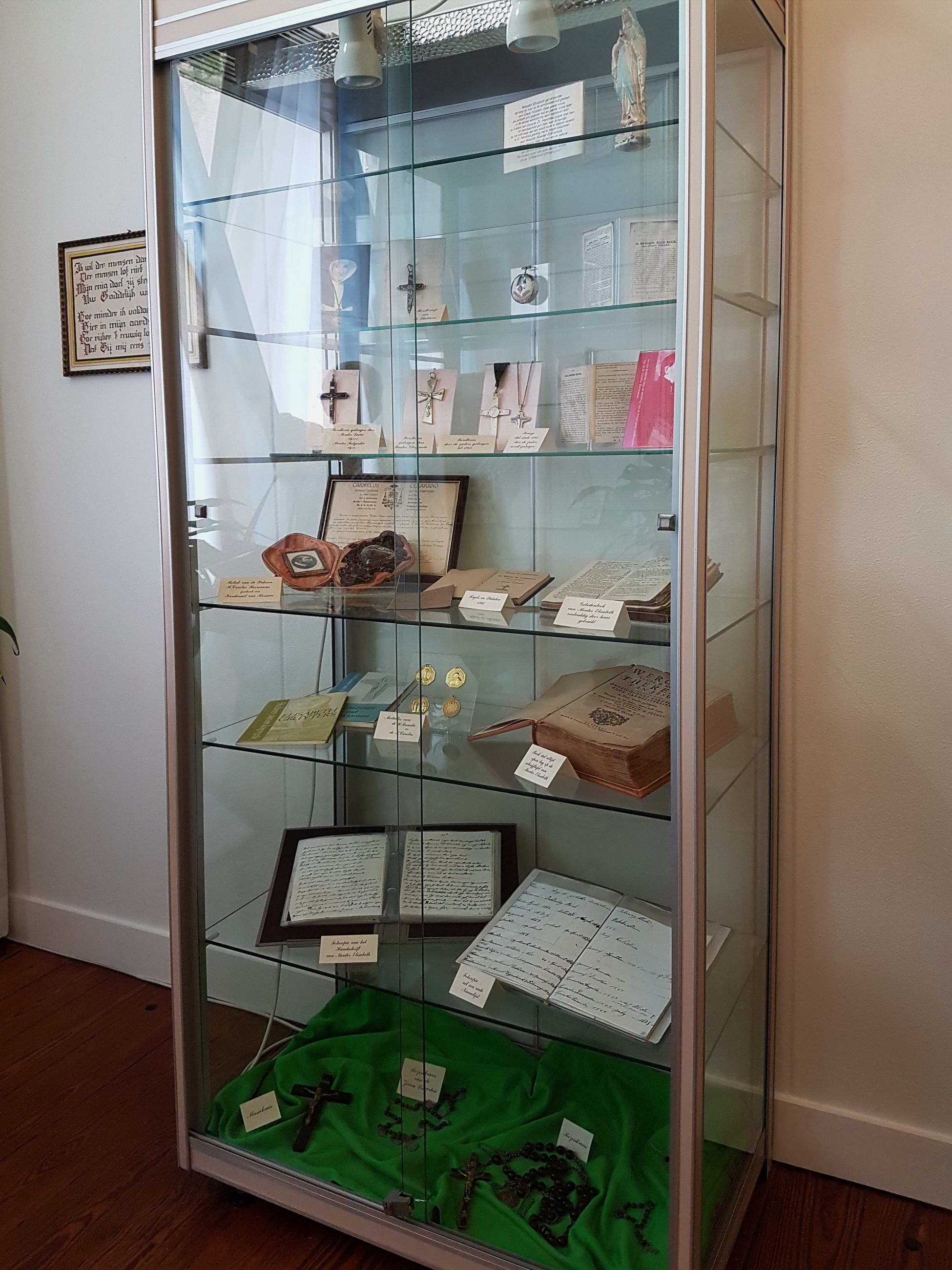
Memorabilia
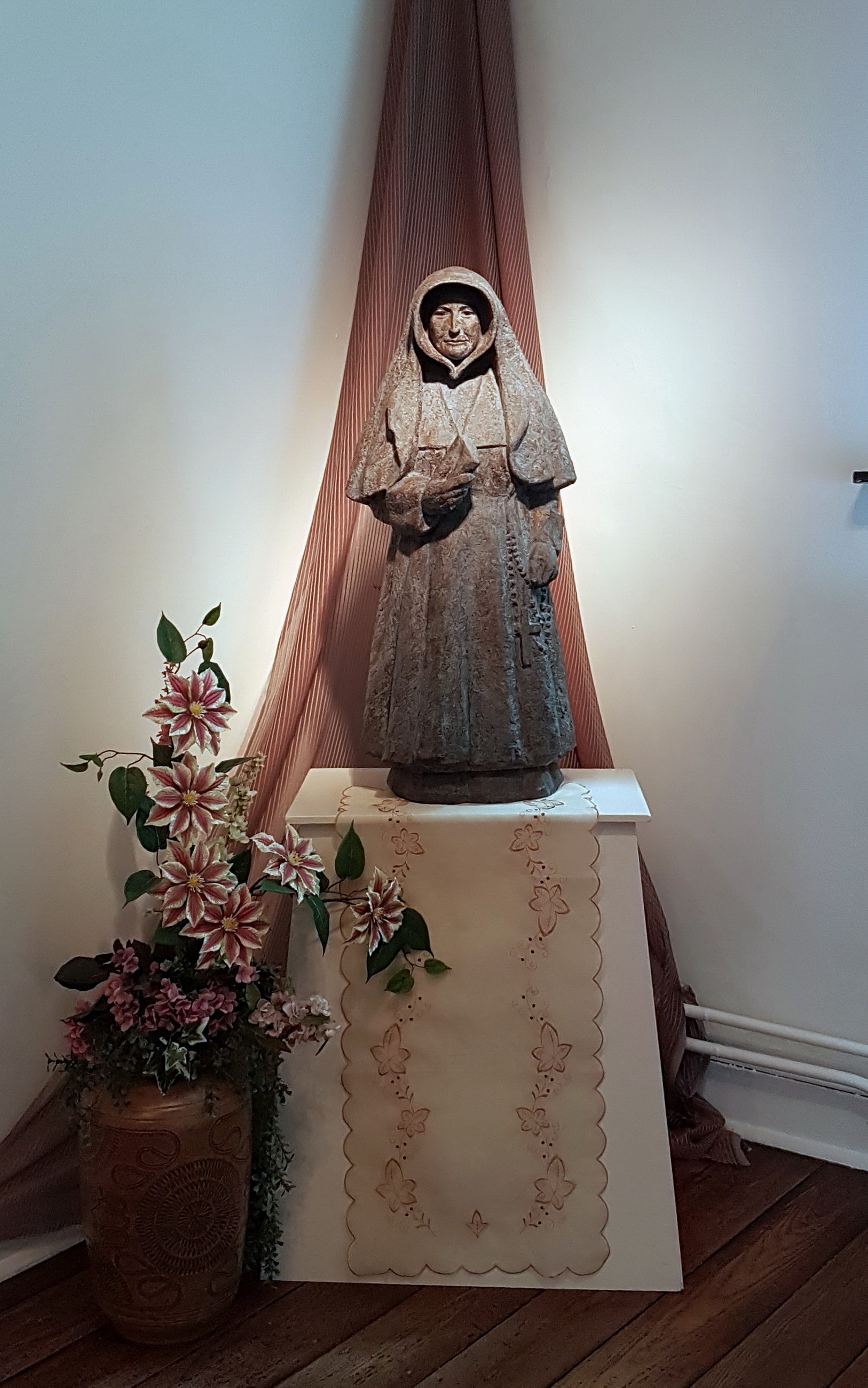
Beeldje Elisabeth Gruyters
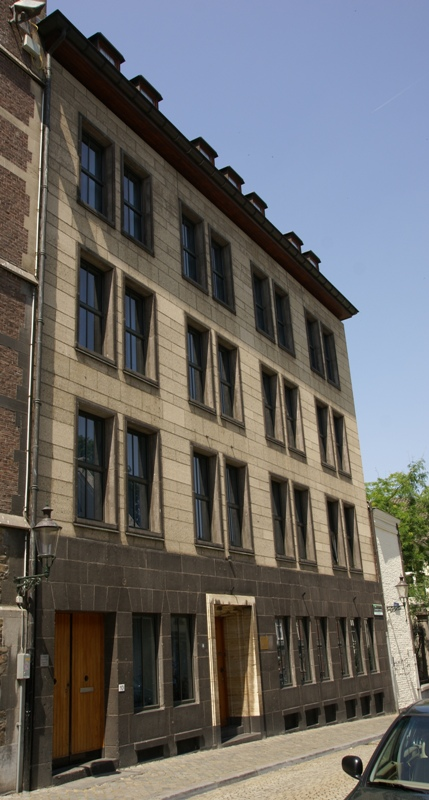
Elisabeth Gruytershuis